# Аксіал (підводний вулкан)
Аксіал — активний вулкан, розташований у Тихому океані на підводному плато Хуан де Фука, за 480 км на захід від узбережжя штату Орегон, США. Є молодим вулканом підводного хребта Кобб-Ейкельберг.

## Загальний опис
Аксіал — підводний вулкан на глибині 1410 м. Висота підводної гори складає 700 м. Вулкан утворює прямокутну кальдеру розміром 3 × 8 км, яку оточують рифтові зони. На північ від вулкану знаходяться підводні гідротермальні джерела, поруч з якими живуть мікроорганізми.
Вулкан виявлено в 1983 році через гідротермальну активність в цьому районі.
У січні 1998 року було зафіксовано потужне виверження з підводним виходом лави і утворення в південній частині кальдери 9-кілометрової тріщини в земній корі. Лавові виверження змінили поверхню океану в цьому районі і утворили химерний пейзаж у вигляді арок, стовпів і невеликих печер.

## Події 2025 року
У травні 2025 року повідомлялося, що підводна гора Аксіал ретельно контролюється регіональною кабельною мережею Ініціативи океанічних обсерваторій. Вулкан продемонстрував підвищену сейсмічну активність, включаючи понад 1000 невеликих землетрусів щодня, та значне підняття дна кальдери, що свідчить про накопичення магми під поверхнею. Незважаючи на ці події, експерти впевнені, що у разі виверження ризик для населення мінімальний, оскільки вулкан знаходиться далеко в океані на глибині близько 1,4 кілометра під поверхнею. Історично виверження на підводній горі Аксіал були невибуховими, потоки лави змінювали форму морського дна, не спричиняючи цунамі чи значних сейсмічних подій. Більше того, такі виверження можуть омолоджувати гідротермальні екосистеми, підтримуючи різноманітне морське життя, адаптоване до цих екстремальних умов.

## Ресурси Інтернету
- Вулкан Аксіал. Global Volcanism Program. Смітсонівський інститут. (англ.)
- Volcano Live — John Search [Архівовано 11 січня 2016 у Wayback Machine.]
- [Архівовано 8 грудня 2015 у Wayback Machine.] Volcano World — Університет штату Орегон

## Відео
- Гідротермальна активність Аксіала на YouTube